# Dominikana na Letnich Igrzyskach Olimpijskich 1980
Dominikanę na Letnich Igrzyskach Olimpijskich 1980 reprezentowało sześcioro zawodników: pięciu mężczyzn i jedna kobieta. Był to piąty start reprezentacji Dominikany na letnich igrzyskach olimpijskich.

## Skład kadry

### Boks
Mężczyźni
| Zawodnik    | Konkurencja | 1/32             | 1/16                     | 1/8              | Ćwierćfinał      | Półfinał         | Finał            | Finał   |
| Zawodnik    | Konkurencja | Przeciwnik Wynik | Przeciwnik Wynik         | Przeciwnik Wynik | Przeciwnik Wynik | Przeciwnik Wynik | Przeciwnik Wynik | Miejsce |
| ----------- | ----------- | ---------------- | ------------------------ | ---------------- | ---------------- | ---------------- | ---------------- | ------- |
| Andrés Tena | 54 kg       |                  | Samson Chachatrian P 0-5 | Nie awansował    | Nie awansował    | Nie awansował    | Nie awansował    | 17.     |

### Lekkoatletyka
Mężczyźni
Konkurencje biegowe
| Zawodnik      | Konkurencja | Eliminacje | Eliminacje | Ćwuierćfinał | Ćwuierćfinał | Półfinał       | Półfinał       | Finał          | Finał          |
| Zawodnik      | Konkurencja | Wynik      | Miejsce    | Wynik        | Miejsce      | Wynik          | Miejsce        | Wynik          | Miejsce        |
| ------------- | ----------- | ---------- | ---------- | ------------ | ------------ | -------------- | -------------- | -------------- | -------------- |
| Gerardo Suero | 100 m       | 10,53      | 4.         | 10,57        | 8.           | Nie awansował  | Nie awansował  | Nie awansował  | Nie awansował  |
| Gerardo Suero | 200 m       | 22,16      | 3.         | 21,75        | 8.           | Nie awansowała | Nie awansowała | Nie awansowała | Nie awansowała |

Kobiety
Konkurencje biegowe
| Zawodnik         | Konkurencja        | Eliminacje | Eliminacje | Półfinał      | Półfinał      | Finał         | Finał         |
| Zawodnik         | Konkurencja        | Wynik      | Miejsce    | Wynik         | Miejsce       | Wynik         | Miejsce       |
| ---------------- | ------------------ | ---------- | ---------- | ------------- | ------------- | ------------- | ------------- |
| Marisela Peralta | 100 m przez płotki | 14,18      | 7.         | Nie awansował | Nie awansował | Nie awansował | Nie awansował |

### Podnoszenie ciężarów
Mężczyźni
| Zawodnik        | Konkurencja | Rwanie   | Rwanie  | Podrzut | Podrzut | Razem | Pozycja |
| Zawodnik        | Konkurencja | Wynik    | Pozycja | Wynik   | Pozycja | Razem | Pozycja |
| --------------- | ----------- | -------- | ------- | ------- | ------- | ----- | ------- |
| Mario Rodríguez | -110 kg     | 125,0 kg | 12.     | 162,5   | 12.     | 287,5 | 12.     |

### Skoki do wody
Mężczyźni
| Zawodnik        | Konkurencja                  | Eliminacje | Eliminacje | Finał         | Finał         |
| Zawodnik        | Konkurencja                  | Punkty     | Miejsce    | Punkty        | Miejsce       |
| --------------- | ---------------------------- | ---------- | ---------- | ------------- | ------------- |
| Reynaldo Castro | trampolina 3 m indywidualnie | 469,14     | 18.        | Nie awansował | Nie awansował |
| César Jimenez   | wieża 10 m indywidualnie     | 369,09     | 21.        | Nie awansował | Nie awansował |